# 杜利特爾 (密蘇里州)
杜利特爾（英語：Doolittle）是位於美國密蘇里州費爾普斯縣的城市。

## 人口
根據2020年美國人口普查的數據，杜利特爾的面積為7.21平方千米，皆為陸地。當地共有人口564人，而人口密度為每平方千米78人。